# 让娜·芒斯
让娜·芒斯（發音：[ʒan mɑ̃s]；1606年11月12日—1673年6月18日）是一位法国护士和新法兰西的定居者。乌尔苏拉修女来到魁北克两年后，她抵达了新法兰西。作为1642年蒙特利尔的创始人之一，她于1645年建立了第一家医院——蒙特利尔主宫医院（Hôtel-Dieu de Montréal）。她两次返回法国为医院寻求财政支持。在多年来直接提供大部分护理后，她于1657年招募了圣约瑟夫医院的三姐妹，并继续指导医院的运营。在她的时代，她也被法国人称为Jehanne Mance，同时被英国人称为Joan Mance。

## 起源
让娜·芒斯（Jehanne Mance）出生于法国上马恩省朗格勒的一个资产阶级家庭。她是卡特琳·埃莫诺（Catherine Émonnot）和夏尔·芒斯（Charles Mance）的女儿，夏尔·芒斯是勃艮第北部重要教区朗格勒国王的检察官。母亲去世后，让娜照顾十一个兄弟姐妹。她继续照顾三十年战争和瘟疫的受害者。

## 职业
34岁时，在前往香槟特鲁瓦朝圣的途中，芒斯发现了自己的传教使命。她决定前往北美的新法兰西，当时正处于法国殖民的第一阶段。她得到了路易十三国王的妻子奥地利的安妮和耶稣会士的支持。她对在新法兰西结婚不感兴趣。
芒斯是蒙特利尔圣母协会的成员；它的目标是改变当地人的信仰，并在蒙特利尔建立了一家类似于魁北克省的医院。

## 蒙特利尔和主宫医院成立
夏尔·拉勒芒（Charles Lallemant）为蒙特利尔圣母院公司招募了让娜·芒斯（Jeanne Mance）。 1641年5月9日，芒斯从拉罗谢尔出发，历时三个月横渡大西洋。在魁北克过冬后，她和保罗·肖梅代·德·迈松纳夫（Paul de Chomedey de Maisonneuve）于1642年春天抵达蒙特利尔岛。他们于17日在总督授予的土地上建立了新城市。同年，芒斯开始在她家经营一家医院。
三年后（1645年），在安热莉克·比利翁（Angélique Bullion）的捐赠下，她捐赠了6000法郎，在圣保罗街开设了一家医院。她指导公司运营长达17年。1688年建造了一座新的石结构建筑，此后又建造了其他建筑。

## 晚年
1650年，芒斯访问法国，从艾吉永公爵夫人那里带回了22,000法国里弗，用于资助医院（后来增加到40,500里弗）。返回蒙特利尔后，她发现易洛魁人的袭击威胁到了殖民地，于是将医院的钱借给了德·梅松纳夫先生，后者返回法国组织了一支一百人的军队来保卫殖民地。
1657年，芒斯第二次前往法国，为医院寻求财政援助。与此同时，她从安茹的拉弗莱什修道院招募了三位圣约瑟夫宗教医院修女：朱迪特·莫罗·德·布勒索勒（Judith Moreau de Bresoles）、卡特琳·马斯（Catherine Mace）和玛丽·马耶（Marie Maillet）。返程途中，她们经历了一段艰难的旅程，船上爆发的瘟疫使情况变得更糟，但所有四名妇女都活了下来。虽然方济各·拉瓦尔主教试图将魁北克的姐妹们留在该医院，她们最终于1659年10月抵达蒙特利尔。
在新修女们的帮助下，芒斯得以确保医院的持续运转。余下的岁月，她过得比较平静。
1673年，她在长期患病后去世，被埋葬在主宫医院的教堂里。 1696年，教堂和她的房屋因重建而被拆除，但她的工作由圣约瑟夫宗教医院继续进行。1659年她招募的三名修女担任医院管理人员。两个世纪后，即1861年，医院迁至皇家山脚下。

## 遗产
- 安德烈·戈捷（André Gauthier) 为加拿大护士协会委托制作了一座代表让娜·芒斯（Jeanne Mance）的小雕像（2008年），以颁发两年一度的卓越护理奖。
- Rue Jeanne-Mance是蒙特利尔的一条南北走向的街道，以芒斯的名字命名。
- 让娜-芒斯公园 (Jeanne-Mance Park)位于公园大道上，皇家山对面，皇家山大道以南，以芒斯的名字命名。
- Jeanne-Mance ，皇家山高原的一个区
- 让娜-芒斯大楼 (Jeanne-Mance Building)，位于加拿大安大略省渥太华汤尼斯牧场 Eglantine 车道。加拿大联邦政府办公大楼目前由加拿大卫生部占用。
- Jeanne Mance Hall是佛蒙特大学校园内的一个宿舍。它位于学生健康中心的街对面。
- 蒙特利尔朗格勒协会在她家乡朗格勒的奥利维尔·拉哈勒广场竖立了一座雕像（1968 年）。 [5]

## 画廊

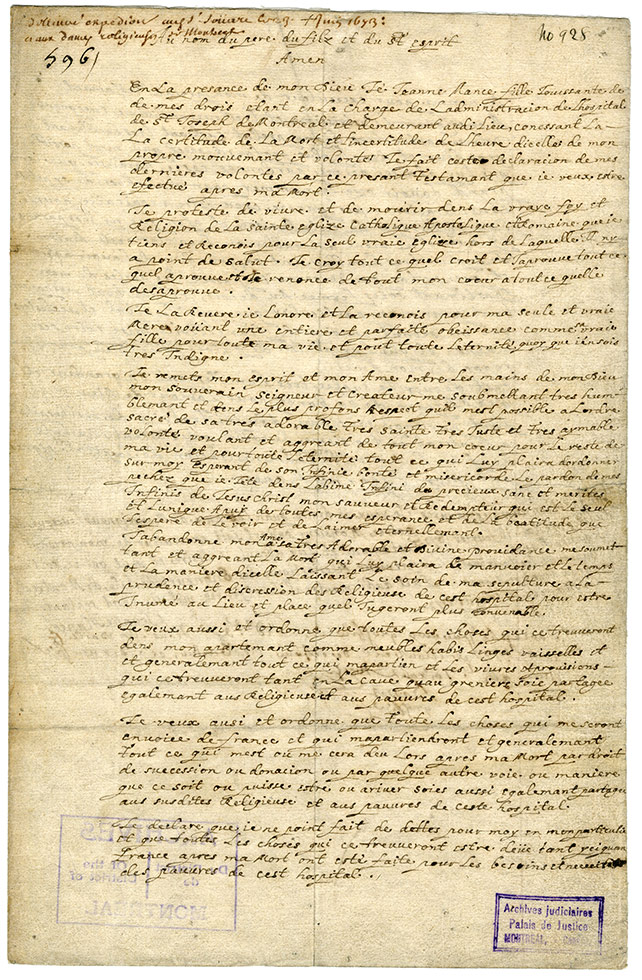
遗嘱，右
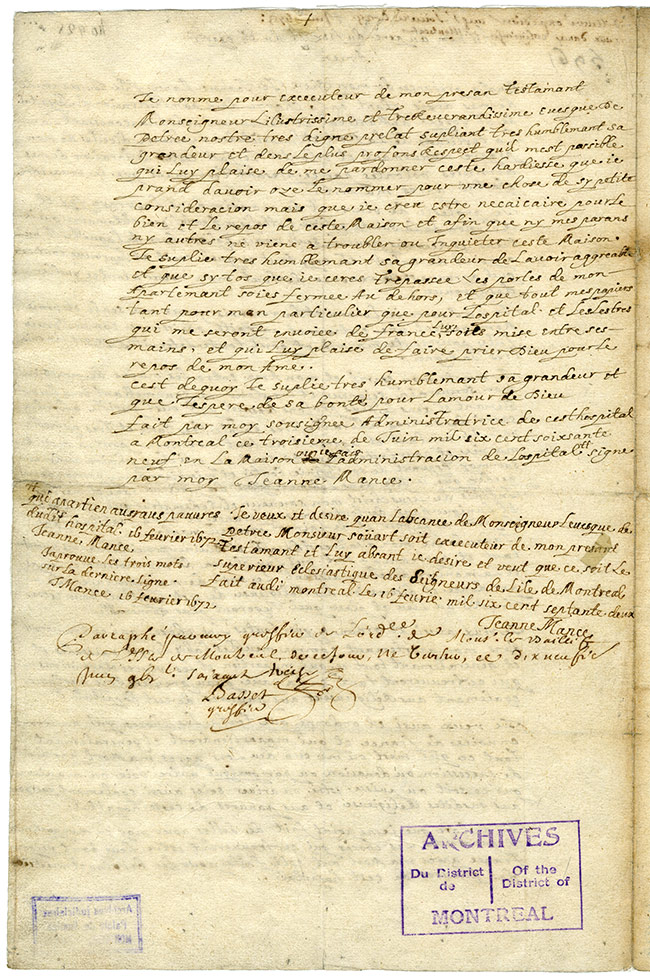
遗嘱、诗句
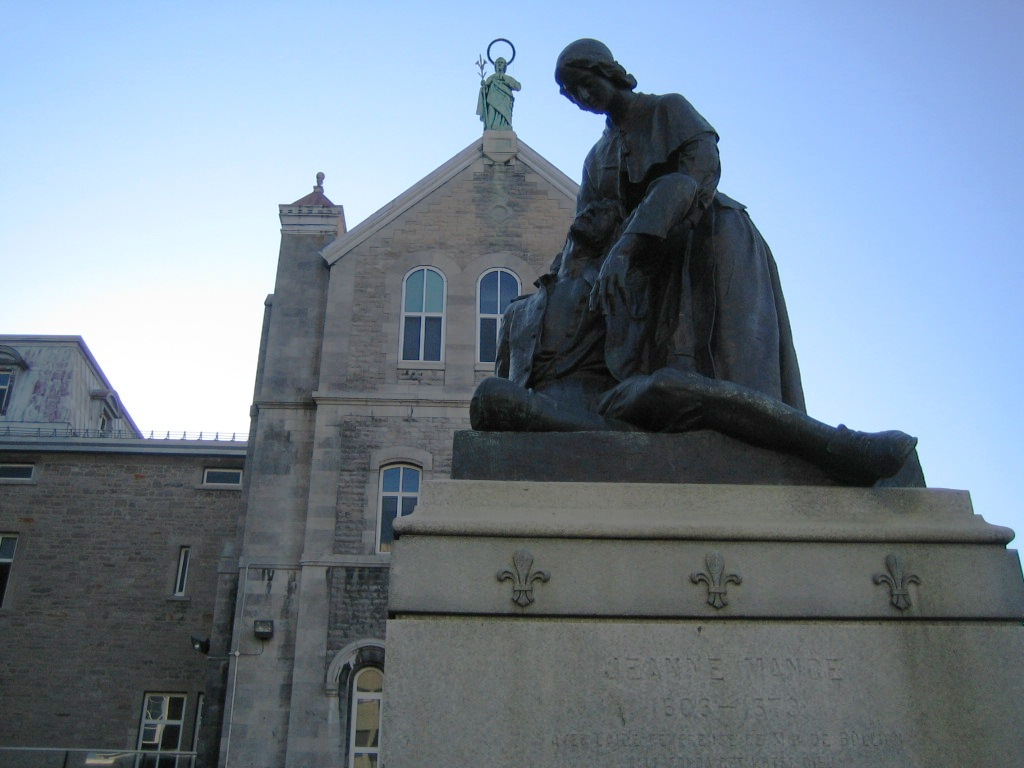
让娜·芒斯纪念碑
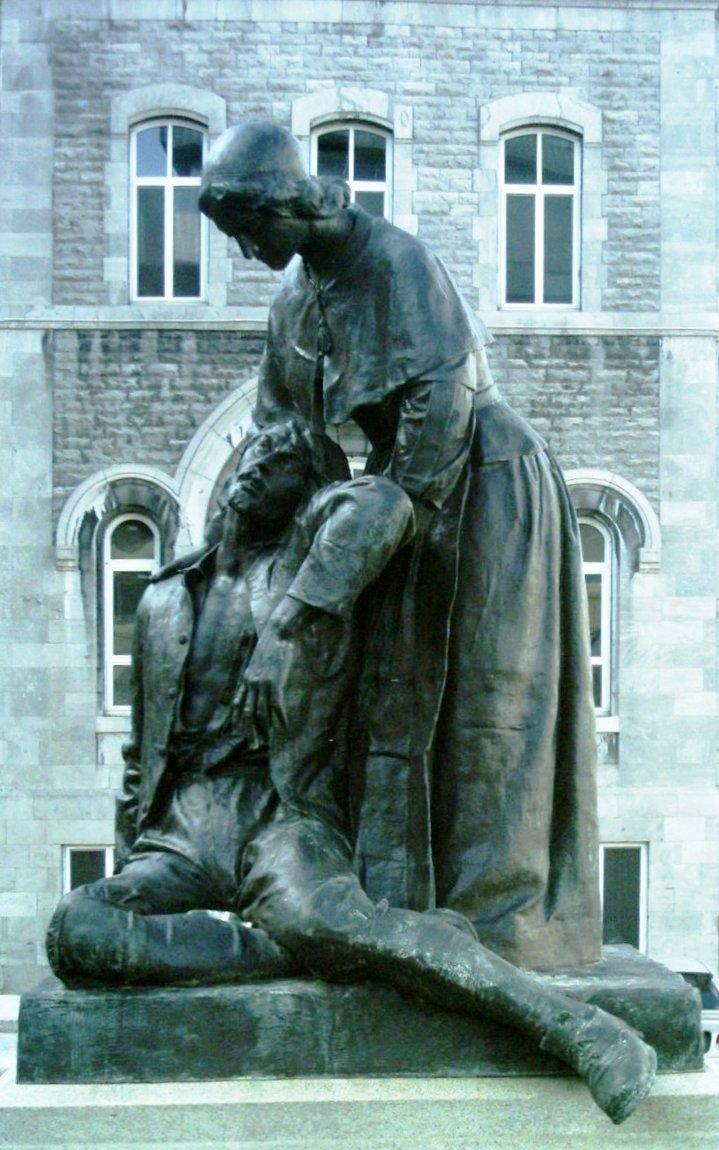
她在蒙特利尔主宫医院的雕像

## 参阅
- Joanna Emery, "Angel of the Colony," Beaver (Aug/Sep 2006) 86#4 pp 37–41. online
- Sister Elizabeth MacPherson. Jeanne Mance: The Woman, the Legend and the Glory (Bronson Agency, Toronto, 1985)